# Ophiochiton megalaspis
Ophiochiton megalaspis is een slangster uit de familie Ophiochitonidae.
De wetenschappelijke naam van de soort werd in 1939 gepubliceerd door Hubert Lyman Clark.